# Penne, Tarn
Penne är en kommun i departementet Tarn i regionen Occitanien i södra Frankrike. Kommunen ligger i kantonen Vaour som tillhör arrondissementet Albi. År 2022 hade Penne 597 invånare.

## Befolkningsutveckling
Antalet invånare i kommunen Penne
| Referens: INSEE |